# Gare de Nishi-Koyama
La gare de Nishi-Koyama (西小山駅, Nishi-Koyama-eki) est une gare ferroviaire de la ville de Tokyo au Japon. La gare est gérée par la compagnie Tōkyū.

## Situation ferroviaire
La gare de Nishi-Koyama est située au point kilométrique (PK) 2,6 de la ligne Tōkyū Meguro.

## Histoire
La gare a été inaugurée le 1er août 1928.

## Service des voyageurs

### Accueil
La gare dispose d'un bâtiment voyageurs, avec guichets, ouvert tous les jours. Les voies sont en souterrain.

### Desserte
Les trains express ne s'arrêtent pas à cette gare.
- Ligne Meguro :
  - voie 1 : direction Hiyoshi
  - voie 2 : direction Meguro (interconnexion avec la ligne Namboku pour Akabane-Iwabuchi ou avec la ligne Mita pour Nishi-Takashimadaira)